# 伯克利 (密歇根州)
伯克利（英語：Berkley）是一個位於美國密歇根州奧克蘭縣的城市。

## 人口
根據2020年美國人口普查的數據，伯克利的面積為6.77平方千米，當中陸地面積為6.77平方千米，而水域面積為0.00平方千米。當地共有人口15194人，而人口密度為每平方千米2,244人。